# Diocèse de Natitingou
Le diocèse de Natitingou (Dioecesis Natitinguensis) est un diocèse de l'Église catholique au Bénin, dont le siège est à Natitingou dans la cathédrale de l’Immaculée Conception de Natitingou.

## Évêques
- 10 février 1964-11 novembre 1983 : Patient Redois (Patient Honoré Pierre Yvon Redois)
- 11 novembre 1983-10 juin 1995 : Nicolas Okioh
- 28 juin 1997-15 juin 2011 : Pascal N'Koué (nommé archevêque de Parakou)
- 15 juin 2011-13 mars 2014[1] : siège vacant
- depuis le 13 mars 2014[1] : Antoine Sabi Bio

## Territoire
Il comprend le département d'Atacora.

## Histoire
Le diocèse de Natitingou est érigé le 10 février 1964 par détachement de l'archidiocèse de Cotonou.
Le 10 juin 1995, son territoire est réduit lors du détachement du diocèse de Djougou.